# 智鸮科
智鸮科（学名：Sophiornithidae，意为“聪慧的鸟”）是一类已灭绝的体型与家鸡相近的鸟类，主要生存于古新世至始新世的欧洲，目前认为它们是一类原始的猫头鹰。
生存于法国的贝吕鸮属（Berruornis）（晚古新世——晚始新世/早渐新世）以及发现于凯尔西地区的古草鸮属（Palaeotyto）和古鸮属（Palaeobyas）有时会被归入该科。后两者可能属于草鸮科，而前者可能是一种非常基础的猫头鹰，但不是真正的智鸮科。鸮鹫属（Strigogyps）曾一度被归类为智鸮科，但从那时起它的分类地位发生了数次改变，它似乎属于Ameghinornithidae阿氏鸟科，这个科是叫鹤科的远亲。

## 下属物种
智鸮属包括以下物种：
- Sophiornis quercynus Mourer-Chauviré, 1987